# ميخائيل بيرير
ميخائيل بيرير (1 مارس 1989 بسيون في سويسرا - ) هو لاعب كرة قدم سويسري في مركز الوسط. شارك مع منتخب سويسرا تحت 18 سنة لكرة القدم ومنتخب سويسرا تحت 20 سنة لكرة القدم. أما مع النوادي، فقد لعب مع نادي آراو ونادي بيلينزونا ونادي جنوى ونادي سيون ونادي كياسو ونادي لوغانو.

## وصلات خارجية
- ميخائيل بيرير على موقع قاعدة بيانات كرة القدم.إي يو (الإنجليزية)
- ميخائيل بيرير على موقع Soccerbase.com (لاعب) (الإنجليزية)
- ميخائيل بيرير على موقع Soccerway.com (الإنجليزية)
- ميخائيل بيرير على موقع عالم كرة القدم.نت (الإنجليزية)
- ميخائيل بيرير على موقع GSA (الإنجليزية)